# 晴朗乡
晴朗乡，是中华人民共和国四川省阿坝藏族羌族自治州黑水县下辖的一个乡镇级行政单位。

## 行政区划
晴朗乡下辖以下地区：
库车村、二牛奶村、竹子村、纳窝村、仁恩塘村、知尔村、八字村、日格老村、俄多村、上达盖村和下达盖村。